# Střední průmyslová škola textilní (Jilemnice)
Střední průmyslová škola textilní je již zaniklá střední škola v krkonošském městě Jilemnice.

## Historie

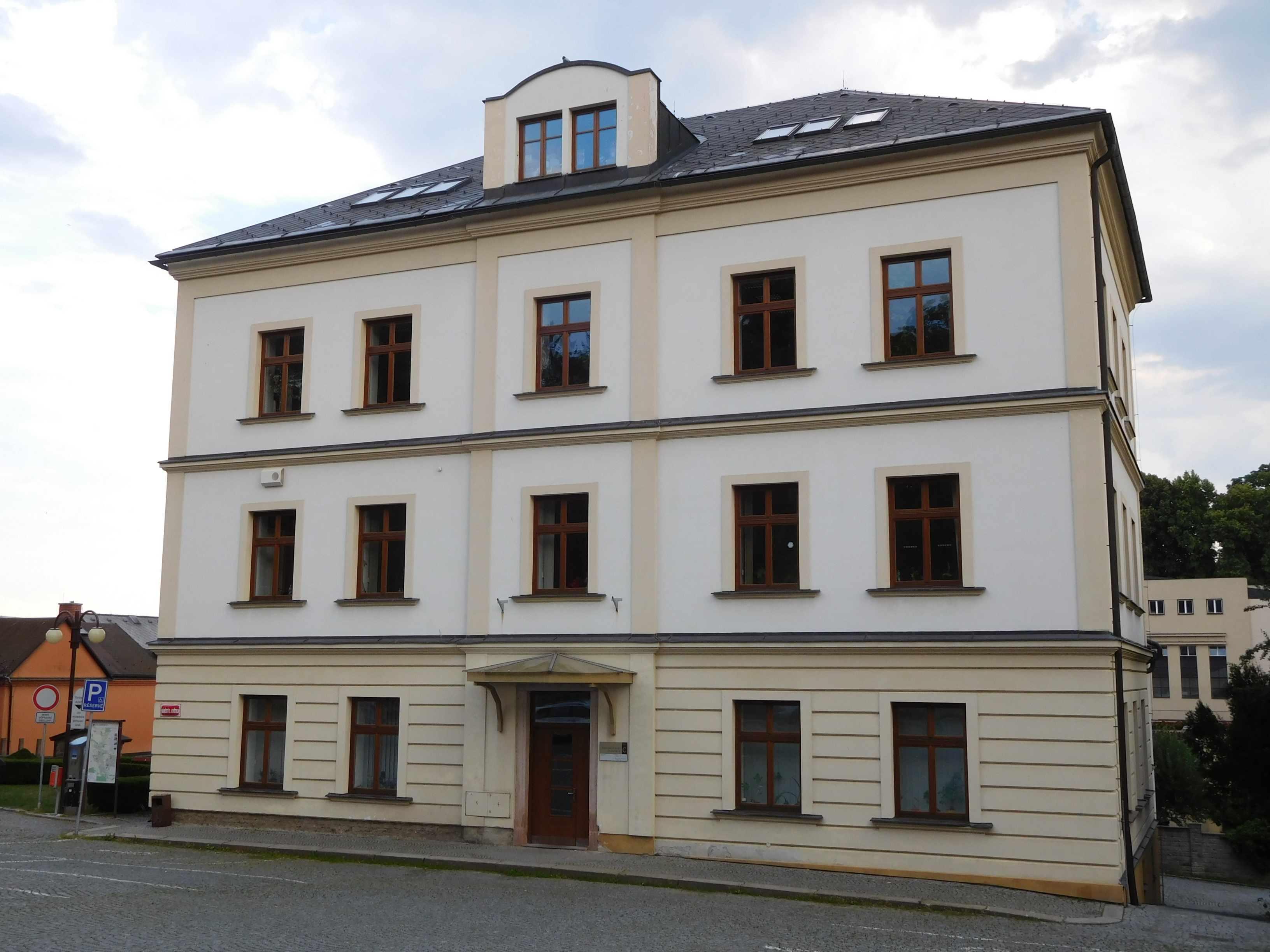
Střední průmyslová škola textilní původně sídlila v budově na náměstí 3. května

Škola byla založena r. 1873. Poskytovala denní a večerní výuku. Délka studia byla 1 rok. Od školního roku 1876–1877 byla doba studia dvouletá. Obyvatelé Jilemnicka si slibovali od nově zřízené instituce především zlepšení životních poměrů, což dokládá i následující citát: „Zlepší stav mnohých rodin, kterým jest tkalcovství jedinou aneb hlavní výživou...“.
Prvním ředitelem byl Rudolf Syka (prostějovský rodák); působil ve funkci až do roku 1919. V prvním roce studia navštěvovali školu 3 studenti, po dvou letech jich bylo již 10. Počátkem 20. století měla škola 40 žáků a v posledním předválečném roce (1914) rovných 100. Na počátku století měla škola 4 pedagogy a 2 výpomocné učitele. Postupně se pedagogický sbor rozšiřoval a roku 1938 dosáhl 18 učitelů (bez pomocného personálu). 
Nová instituce byla dlouho umístěna v bývalé obecné škole, vybavena potřebnými stroji, postupně pak modernizována a rozšiřována. V roce 1888 byla stará budova od základů přestavěna, o pět let později postavena kotelna pro parní stroj (roku 1909 nahrazen benzinovým a o 12 let později elektrickým motorem), vyvrtána studna, v roce 1909 bylo taktéž vybudováno 2. patro. 

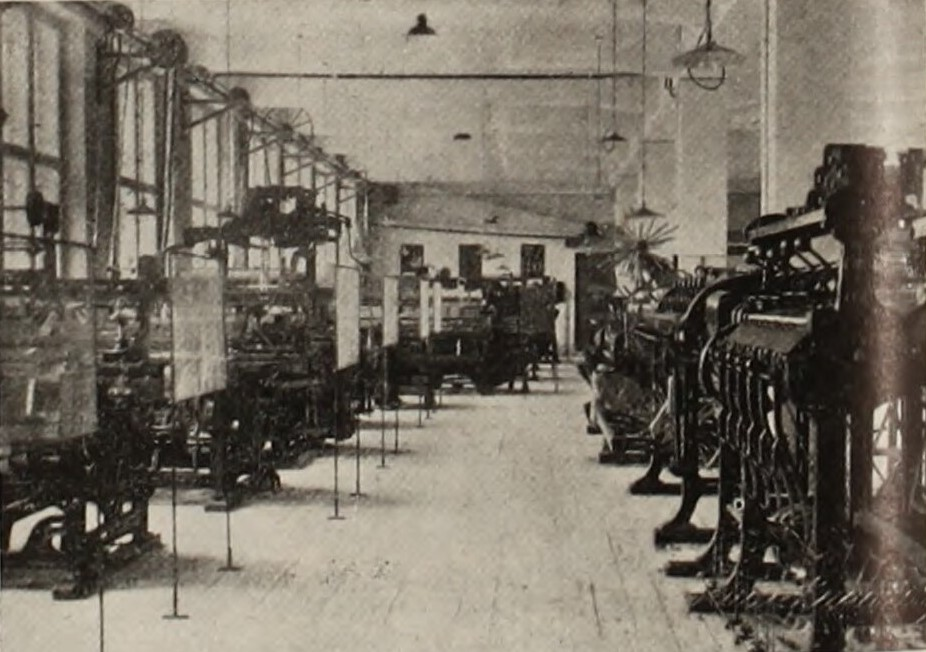
Strojní dílna v nové budově textilní školy

V meziválečném období se o stavbu nové školy č. p. 460 paradoxně postarala vleklá krize textilního průmyslu (touto vinou také zanikly některé textilní školy v okolí, např. v Rokytnici nad Jizerou, Lomnici nad Popelkou...) Ústav mohla zachránit jen moderní, po všech stránkách vyhovující budova, umožňující vysokou úroveň výuky a plně vyhovující požadavkům nadřízených orgánů. Provedení stavby rozpočtené na 2 400 000 Kčs získal na základě soutěže „jilemnický stavitel“ Václav Frýda na základě projektu ing. Viktora Šulce z Prahy. 11. října 1931 se začalo stavět a v listopadu 1932 se škola již stěhovala. 

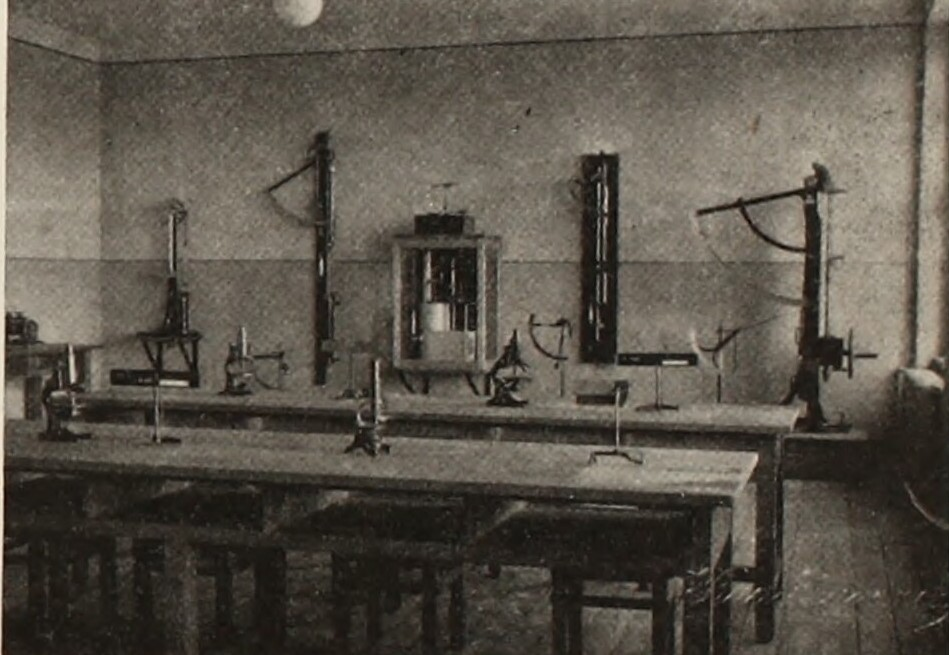
Zkušebna v nové budově textilní školy

Slavnostní otevření se konalo 11. června 1933. Do vývoje ústavu tvrdě zasáhla německá okupace, jeho budova byla dokonce na nějaký čas zabrána pro potřeby městské nemocnice, neboť dosavadní zdravotnický areál byl zcela přeplněn SS lazaretem. Výuka musela pokračovat za velice stísněných podmínek ve staré škole č. p. 228 (nyní budova městského úřad) u kostela a ve staré chlapecké škole č. p. 259 (později budova gymnázia, nyní v ní sídlí Montessoriovská škola). Během okupace se také do budovy č. p. 460 přesunula místní Okresní škola hospodářská. Po záboru se však přemístila do podnájmu.

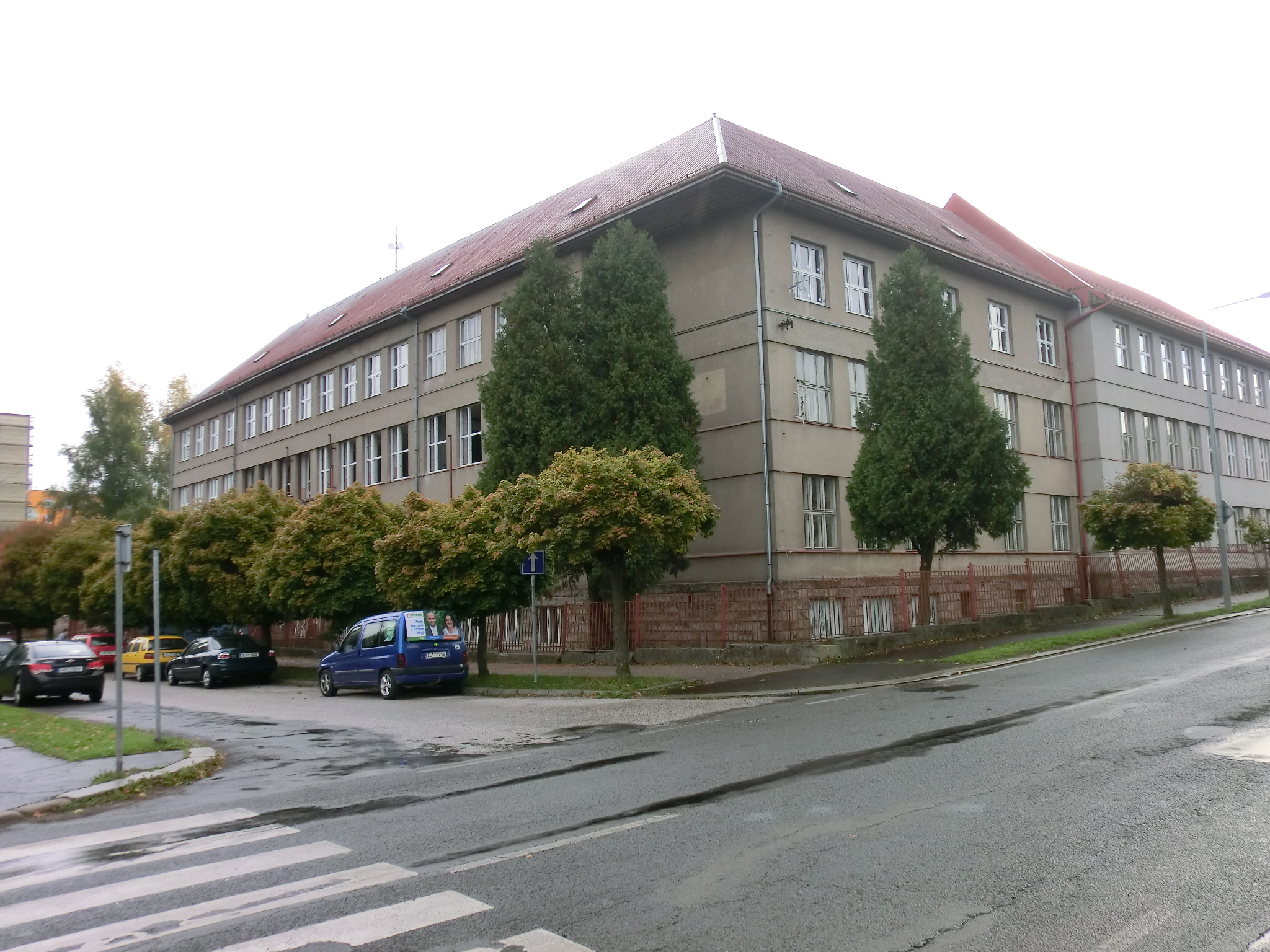
Nová budova textilní školy v Tkalcovské ulici

Po válce se činnost rychle navrátila do nové budovy. Ve školním roce 1952–1953 byla škola zaměněna na Vyšší průmyslovou školu textilní se základním čtyřletým studiem. Od školního roku 1954–1955 nesla název střední průmyslová škola textilní (se čtyřletými obory přádelnickým a tkalcovským)
V roce 2006 v rámci optimalizace středního školství byla škola sloučena s Gymnáziem a SOŠ Jilemnice, přičemž textilní obory zanikly. Do nové stavby textilní školy se přestěhovalo v roce 2017 gymnázium a od té doby zde sídlí.